# Huzziya Ier
Huzziya Ier, roi des Hittites, successeur d'Ammuna, gouverna pendant une période estimée à 5 ans (vers 1530-1525  av. J.C.) à l'époque de l'ancien royaume.
Les sources disponibles sur lui restent obscures sur sa relation avec son prédécesseur Ammuna, mais le fait est qu'il lui fallut tuer deux hommes, Titti et Hantili. Tandis que certains spécialistes voient en lui un enfant d'Ammuna, qui aurait tué deux de ses frères pour accéder au trône, d'autres croient qu'il était le frère de l'épouse de Télépinu, un des fils d'Ammuna.
Peu de temps après avoir pris le pouvoir, Huzziya le perdit à la suite d'une rébellion dirigée par son beau-frère Télépinu, qui le chassa du pays et monta sur le trône.

## Référence de traduction
- (es) Cet article est partiellement ou en totalité issu de l’article de Wikipédia en espagnol intitulé « Huzzia I » (voir la liste des auteurs).